# یامیت
یامیت (به عبری: ימית) یکی از شهرک‌های یهودی‌نشین مستقر در قسمت شمالی شبه‌جزیره سینا بود و در حدود ۲٬۵۰۰ نفر جمعیت داشت. شهرک یامیت پس از پیروزی کشور اسرائیل در جنگ شش روزه در سال ۱۹۶۷ میلادی تأسیس شد و نهایتاً در سال ۱۹۸۲ میلادی و در پی امضای قرارداد صلح میان اسرائیل و مصر و در پی بازپس دادن اراضی اشغالی مصر به آن کشور، تخلیه شد.

## تخلیه
تخلیه شهرک یهودی‌نشین یامیت با رغبت انجام نشد و برخی از اهالی حاضر به تخلیه خانه‌ها و زمین‌هایشان نبودند. نهایتاً با مداخله نیروهای دفاعی اسرائیل، و به رغم تهدید برخی از اهالی مبنی بر خودکشی در صورت اجبار در تخلیه، شهرک از ساکنان یهودی آن تخلیه و به مصر بازگردانده شد.